# Ebbe Westergren
Bengt Ebbe Arthur Westergren, född 3 januari 1951, är en svensk författare, antikvarie och arkeolog.

## Biografi
Ebbe Westergren studerade arkeologi och etnologi vid Lunds universitet på 1970-talet. Han anställdes på Kalmar läns museum i oktober 1978, där han senare blev förste antikvarie.  1997 hade han en roll i den svenska sommarlovsföljetongen Salve och senare 2001 i Vintergatan 5b.

## Priser och utmärkelser
- 1998 – Emilpriset
- 2008 – NCK:s pris
- 2018 – Hedersdoktor Linnéuniversitetet[2]